# Gerolamo II Coreggio
Gerolamo II Correggio d'Àustria va ser fill de Alessandro Correggio i comte sobirà indivís de Correggio i de Medesano i senyor de Rosssena. Va ser privat del feu el 1611 pel duc de Parma per sospitar que estava implicat en una conjura amb el comte de Sala i va morir a la presó de Rocchetta de Parma el 1612.